# Кирберг
Кирберг (фр. Kirrberg) насеље је и општина у Француској у региону Алзас, у департману Доња Рајна.
По подацима из 2011. године у општини је живело 180 становника, а густина насељености је износила 28,35 становника/km².

## Демографија
| 1962. | 1968. | 1975. | 1982. | 1990. | 2011. |
| ----- | ----- | ----- | ----- | ----- | ----- |
| 196   | 197   | 179   | 168   | 166   | 180   |